# Coddenham
Coddenham est un village et une paroisse civile du district de Mid Suffolk, dans l'est de l'Angleterre. Située au nord de la route A14, à 8 milles au nord d'Ipswich, la paroisse comprend également le hameau de Coddenham Green. En 2005, sa population était de 570 habitants, elle a été établie à 620 lors du recensement de 2011. Les installations du village comprennent un magasin et un café, un club offrant des soirées à thème, fléchettes, une piscine et un billard, un pub et une salle de sport.
Lors de la conquête romaine de la Grande-Bretagne, Coddenham était le plus grand établissement humain du Suffolk. Aujourd'hui, c'est un village rural avec des aménagements de qualité, offrant d'excellentes possibilités de randonnées en campagne et une aire de jeux fournie pour enfants.